# Servicii sociale
Serviciile sociale reprezintă ansamblul complex de măsuri și acțiuni realizate pentru a răspunde nevoilor sociale individuale, familiale sau de grup, în vederea prevenirii și depășirii unor situații de dificultate, vulnerabilitate sau dependență pentru prezervarea autonomiei și protecției persoanei, pentru prevenirea marginalizării și excluziunii sociale, pentru promovarea incluziunii sociale și în scopul creșterii calității vieții.

## Clasificarea serviciilor
- După scopul lor: servicii de asistență și suport pentru asigurarea nevoilor de bază ale persoanei, servicii de îngrijire personală, de recuperare/reabilitare, de inserție/reînserție socială etc.
- După categoriile de beneficiari, serviciile sociale pot fi clasificate în servicii sociale destinate copilului și/sau familiei, persoanelor cu dizabilități, persoanelor vârstnice, victimelor violenței în familie, persoanelor fără adăpost, persoanelor cu diferite adicții, respectiv consum de alcool, droguri, alte substanțe toxice, internet, jocuri de noroc etc., victimelor traficului de persoane, persoanelor private de libertate, persoanelor sancționate cu măsură educativă sau pedeapsă neprivativă de libertate aflate în supravegherea serviciilor de probațiune, persoanelor cu afecțiuni psihice, persoanelor din comunități izolate, șomerilorde lungă durată, precum și servicii sociale de suport pentru aparținătorii beneficiarilor[2].

## Organizațiile implicate în protecția copiilor
- DGASPC - Direcția Generală de Asistență Socială și Protecția Copilului
- ANPDC - Autoritatea Națională pentru Protecția Drepturilor Copilului
- SCC - Structurile comunitare consultative
- SPAS - Serviciile publice de asistență socială
- Autoritatea tutelară